# Парамоновка (Иркутская область)
Парамоно́вка — деревня в Боханском районе Иркутской области России. Входит в состав Тихоновского муниципального образования.

## География
Деревня находится на расстоянии 36 км к юго-востоку от посёлка Бохан, административного центра района.

## Население
| 2002 | 2010 | 2011 | 2012 |
| ---- | ---- | ---- | ---- |
| 17   | ↗19  | →19  | →19  |

### Половой состав
По данным Всероссийской переписи, в 2010 году в деревне проживало 19 человек (10 мужчин и 9 женщин).